# Ancient Bards
Ancient Bards ist eine Symphonic-Metal-Band aus Italien, die 2006 von Daniele Mazza und Martino Garattoni gegründet wurde. Bislang hat die Gruppe fünf Studioalben veröffentlicht. Am 25. April 2025 ist das fünfte Album Artifex in Europa veröffentlicht worden.

## Bandgeschichte

### Besetzungsverlauf
Das Projekt wurde durch Daniele Mazza gegründet und entstand 2006, nachdem Daniele sich mit dem Bassisten Martino Garattoni getroffen hatte. Das erste stabile Line-Up wurde 2007 mit Sara Squadrani als Sängerin, Alessandro Carichini als Schlagzeuger und Claudio Pietronik und Fabio Balducci als Gitarristen komplettiert.
Im September 2010 verließ Alessandro die Band und wurde durch den neuen Schlagzeuger Federico Gatti ersetzt. Der letzte Besetzungswechsel fand Ende 2013 nach den Aufnahmen zum dritten Album A New Dawn Ending statt, als Balducci die Band aus persönlichen Gründen verließ. Ein dauerhafter Ersatz für Fabio wurde noch nicht bekannt gegeben, aber für Live-Shows im Jahr 2014 wurde die Band durch Simone Bertozzi als zweiten Gastgitarristen ergänzt.
Seitdem touren sie mit dem Album A New Dawn Ending sowie dem 2019 veröffentlichtem Album Origine – The Black Crystal Sword Saga Part 2.

### Albumverlauf, Stil
Der Stil und das Konzept ihres 2010 erschienenen Debütalbums The Alliance of the Kings wurde als von der italienischen Band Rhapsody of Fire inspiriert angesehen. Das Album ist der erste Teil der Black Crystal Sword Saga, wobei jeder Song eine einzelne „Episode“ bildet.
Die italienische und deutsche Ausgabe des Metal Hammer kommentierte das „ausgefeilte Songwriting“ in dieser Veröffentlichung. Das letztgenannte Magazin fand auch Ähnlichkeiten zu Anette Olzon in der Stimme der Sängerin Sara Squadrani.
Das zweite Album der Band, Soulless Child, wurde im Jahr 2011 veröffentlicht. Es setzt die im Vorgängeralbum eingeführte Black Crystal Sword Saga fort. Die Rezensenten des Metal Hammer Germany und des Rock Hard waren sich einig, dass das Album eine Tendenz zum Kitsch hat. Während der Metal Hammer mehrere positive Äußerungen zu einzelnen Tracks fand, bemängelte das Rock Hard einen Mangel an originellen Hooks.
Im April 2014 wurde ein drittes Album, A New Dawn Ending, veröffentlicht. Dieses schloss den ersten Teil der The Black Crystal Sword Saga ab und machte diesen Teil zu einer kompletten Trilogie.
Ancient Bards kündigten im Juni 2018 ihr viertes Album mit dem Titel Origine – The Black Crystal Sword Saga Part 2 an. Es ist der Beginn des zweiten Teils der Black Crystal Sword Saga und wurde am 25. Januar 2019 veröffentlicht. Außerdem gaben sie auf ihrer Facebook-Seite bekannt, dass Touring-Gitarrist Simone Bartozzi zum festen Bandmitglied gemacht wurde, nachdem er seit 2014 mit ihnen auf Tour war.
Das fünfte und bislang letzte Album Artifex wurde im Jahr 2025 veröffentlicht, welches die Geschichte der The Black Crystal Word Saga weitererzählt.

## Diskografie

### Alben
- 2008: Trailer of the Black Crystal Sword Saga (Demo, Eigenveröffentlichung)
- 2010: The Alliance of the Kings
- 2011: The Soulless Child
- 2014: A New Dawn Ending
- 2019: Origine – The Black Crystal Sword Saga Part 2
- 2025: Artifex